# C/1911 S2 Quenisset
La Cometa Quenisset, formalmente C/1911 S2 (Quenisset), è una cometa a lunghissimo periodo, circa 8.900 anni, e pertanto è stata classificata come cometa non periodica.
L'aspetto più interessate di questa cometa è di avere una MOID con la Terra talmente piccola, circa 2.500.000 km, da poter dare origine ad uno sciame meteorico nella Vulpecula attorno alla data del 27 aprile, lo sciame è ancora da confermare.